# Батлер (округ Делавер, Оклахома)
Батлер (англ. Butler) — переписна місцевість (CDP) в США, в окрузі Делавер штату Оклахома. Населення — 146 осіб (2020).

## Географія
Батлер розташований за координатами 36°32′19″ пн. ш. 94°44′26″ зх. д. / 36.53861° пн. ш. 94.74056° зх. д. (36.538689, -94.740672).  За даними Бюро перепису населення США в 2010 році переписна місцевість мала площу 7,21 км², уся площа — суходіл.

## Демографія
Згідно з переписом 2010 року, у переписній місцевості мешкало 117 осіб у 47 домогосподарствах у складі 30 родин. Густота населення становила 16 осіб/км².  Було 56 помешкань (8/км²).
Расовий склад населення:
| - 44,4 % — корінних американців - 41,0 % — білих - 0,9 % — азіатів |

До двох чи більше рас належало 12,8 %. Частка іспаномовних становила 6,0 % від усіх жителів.
За віковим діапазоном населення розподілялося таким чином: 20,5 % — особи молодші 18 років, 64,1 % — особи у віці 18—64 років, 15,4 % — особи у віці 65 років та старші. Медіана віку мешканця становила 45,7 року. На 100 осіб жіночої статі у переписній місцевості припадало 108,9 чоловіків;  на 100 жінок у віці від 18 років та старших — 111,4 чоловіків також старших 18 років.
Середній дохід на одне домашнє господарство  становив 59 625 доларів США (медіана — 46 146), а середній дохід на одну сім'ю — 72 091 долар (медіана — 47 604). За межею бідності перебувало 16,7 % осіб, у тому числі 0,0 % дітей у віці до 18 років та 0,0 % осіб у віці 65 років та старших.
Цивільне працевлаштоване населення становило 57 осіб. Основні галузі зайнятості: освіта, охорона здоров'я та соціальна допомога — 42,1 %, будівництво — 36,8 %, інформація — 21,1 %.